# Большая детройтская тройка
Больша́я детро́йтская тро́йка — неофициальное название трёх крупнейших американских автомобилестроительных компаний, базирующихся в городе Детройт, штат Мичиган, Соединённые Штаты Америки, либо в непосредственной близости от него — Chrysler Group LLC, General Motors и Ford Motor Company.

## Дочерние компанииGeneral Motors
- Buick
- Cadillac
- Chevrolet
- GMC
- Alpheon — марка использовалась на рынке Кореи в 2010—2015 годах.
- Asuna — марка предназначалась для сбыта автомобилей на рынке Канады в 1993—1995 годах.
- Acadian — марка использовалась на рынке Канады в 1962—1971 годах.
- GEO — марка существовала с 1989 по 1997 год.
- Holden — марка закрыта в 2021 году.
- Hummer — марка существовала в 1992—2010 годах.
- LaSalle — 1927—1940
- Pontiac — марка закрыта в 2010 году.
- Oldsmobile — марка существовала до 2004 года.
- Vauxhall — марка GM с 1925 до 2017 года.
- Opel — марка GM с 1929 до 2017 года.
- Saturn — марка существовала c 1985 по 2010 год.

Кроме того, GM является держателем крупнейшего пакета акций компании GM Daewoo Auto & Technology Co. of South Korea (торговая марка Daewoo), которая была упразднена в начале 2011 года.

## Дочерние компанииFord Motor Company
- Ford — с 1903
- Continental — недолго существовавшая в конце 1950-х годов (1955—1958 модельные года) формально самостоятельная автомобильная марка, принадлежавшая Ford Motor Company.
- Lincoln — с 1917, перешла под контроль Ford в 1922
- Edsel — 1958—1960
- Mercury — 1938—2011
- Merkur — бренд, под которым на рынок США и Канады поставлялись европейские модели Ford в 1985—1989 годах.
- Meteor — подразделение, выпускавшее автомобили для рынка Канады в 1949—1976 годах.
- Monarch — канадское подразделение Ford, существовало в 1946—1957 и 1959—1961 годах.

## Дочерние компанииChrysler Group LLC
- Chrysler — с 1925, с 1928 стала подразделением в рамках концерна Chrysler Motor
- Dodge — с 1914, с 1928 перешла под контроль Chrysler Motor
- Fargo — грузовое подразделение Chrysler Motor в 1928—1930-х, до 1972 года в Канаде, позже в Турции
- Jeep — основана (как фирма Overland) в 1908 году, в 1912—1953 — Wyllis-Overland, в 1953—1963 — Willis Motor Co. под контролем Kaiser Motors, в 1963—1970 — Kaiser Jeep, перешла под контроль American Motors в 1970, перешла под контроль Chrysler Motor в 1987
- Ram Trucks — с 2009 года
- Mopar
- SRT
- Eagle — образована после перехода под контроль Chrysler Motor компании American Motors в 1987, упразднена в 1998.
- Imperial — 1955—1975
- DeSoto — 1928—1961
- Plymouth — 1928—2001
- Opel — с 2017 года
- Vauxhall — с 2017 года